# 杉尾宗紀
杉尾 宗紀（すぎお そうき、1957年2月18日 - ）は、元NHKのシニアアナウンサー。

## 人物
宮崎県立宮崎大宮高等学校、早稲田大学卒業後、1983年入局。仙台放送局在籍時に東日本大震災に遭遇。ラジオの災害情報・生活情報を担当したが、途中で声を詰まらせる一幕もあった。その後も仙台を離れるまで震災・原発に関わる取材を続けた。宮崎赴任後もその経験を活かし、九州・沖縄ブロックでネットされた防災番組をラジオで担当したほか、防災にまつわるイベントに参加するなどしていた。2015年3月に仙台放送局に復帰。
好きな食べ物は自分で作るパスタとカレー。
2017年60歳定年退職。

## 過去の担当番組
東京アナウンス室時代
- NHKニュースおはよう日本
- くらしのジャーナル
- 週刊ボランティア

仙台放送局時代（1度目）
- 東北Z

帯広放送局時代
- 北海道中ひざくりげ

金沢放送局時代
- FMリクエストアワー

仙台放送局時代（2度目）
- ゴジだっちゃ!